# Baeonoma favillata
Baeonoma favillata es una especie de polilla del género Baeonoma, orden Lepidoptera.
Fue descrita científicamente por Meyrick en 1915.

## Descripción
Su envergadura es de 16 mm. Las alas anteriores son blancas grisáceas, las posteriores son grises.

## Distribución
Se encuentra en Perú.